# Flayosc
Flayosc ([flajɔsk]) est une commune française située dans le département du Var, en région Provence-Alpes-Côte d'Azur. En 2020, elle compte 4 195 habitants.

## Géographie

### Situation
Flayosc est située à 7 km de Draguignan, à 15 km de Salernes et à 7 km de Lorgues.
Le village s'élève sur un piton rocheux autour du campanile de l'église.

### Géologie et relief
La mise au point du plan local d'urbanisme de la commune a permis de dresser un « Schéma de Gestion des Eaux Pluviales », s'inscrivant dans le Schéma directeur d'aménagement et de gestion des eaux (SDAGE) et le Schéma d'aménagement et de gestion des eaux (SAGE) grâce à un état des lieux du relief environnant et de ses incidences.
La commune appartient à un ensemble constitué de terrains jurassiques et triassiques.

### Protection de l'environnement
Une étude d'impacts spécifiques précisant les options de cheminement de la liaison souterraine 225 000 volts, entre les postes de Boutre et de Trans qui présentent un intérêt au plan de l’insertion dans l’environnement, a été réalisée en décembre 2010 par Réseau de transport d'électricité (RTE). L’aire d’étude concernait 26 communes du département du Var, dont Flayosc.
La commune dispose d'une station d'épuration de 7 000 Équivalent Habitants, dans le vallon du figueiret (Florièye),.

### Hydrographie et les eaux souterraines
Une étude géologique et hydrogéologique du Domaine des Treilles Tourtour-Flayosc a été réalisée par le Bureau de recherches géologiques et minières (BRGM) en février 1974.
Cours d'eau sur la commune ou à son aval :
Trois cours d'eau traversent la commune : le Pontchalade, le Rimalté et la Florieye,.
La rivière Florièye et ses affluents référencés :
- le Ruisseau de Saint-Lambert (rg), 2,4 km sur la seule commune de Flayosc.
- le Vallon de Lapié (rd) 5,8 km sur les deux commune de Tourtour et Flayosc, avec un affluent :
  - le Vallon de Font Lachade (rg), 3,9 km sur les deux commune de Tourtour et Flayosc.
- le Vallon des Oussiayes (rd), 6 km sur les trois commune de Villecroze, Flayosc, Saint-Antonin-du-Var.
- le Vallon de Berne (rd), 3,3 km sur les deux commune de Lorgues et Flayosc.
- le Regard des Cavalières (rg) 2,1 km sur les deux commune de Lorgues et Flayosc, avec un affluent :
  - le Vallon de Rimalté (rd), 6,4 km sur la seule commune de Flayosc.
- le Vallon du Figueiret (rg), 11,5 km sur les trois communes de Flayosc, Lorgues, Draguignan.

## Urbanisme

### Typologie
Au 1er janvier 2024, Flayosc est catégorisée bourg rural, selon la nouvelle grille communale de densité à sept niveaux définie par l'Insee en 2022.
Elle appartient à l'unité urbaine de Draguignan, une agglomération intra-départementale regroupant six communes, dont elle est une commune de la banlieue,,. Par ailleurs la commune fait partie de l'aire d'attraction de Draguignan, dont elle est une commune de la couronne,. Cette aire, qui regroupe 11 communes, est catégorisée dans les aires de 50 000 à moins de 200 000 habitants,.

### Occupation des sols
L'occupation des sols de la commune, telle qu'elle ressort de la base de données européenne d’occupation biophysique des sols Corine Land Cover (CLC), est marquée par l'importance des forêts et milieux semi-naturels (65,1 % en 2018), en diminution par rapport à 1990 (68,4 %). La répartition détaillée en 2018 est la suivante :
forêts (50,5 %), milieux à végétation arbustive et/ou herbacée (14,6 %), zones agricoles hétérogènes (12 %), cultures permanentes (11 %), zones urbanisées (9,3 %), prairies (2 %), terres arables (0,6 %). L'évolution de l’occupation des sols de la commune et de ses infrastructures peut être observée sur les différentes représentations cartographiques du territoire : la carte de Cassini (XVIIIe siècle), la carte d'état-major (1820-1866) et les cartes ou photos aériennes de l'IGN pour la période actuelle (1950 à aujourd'hui).

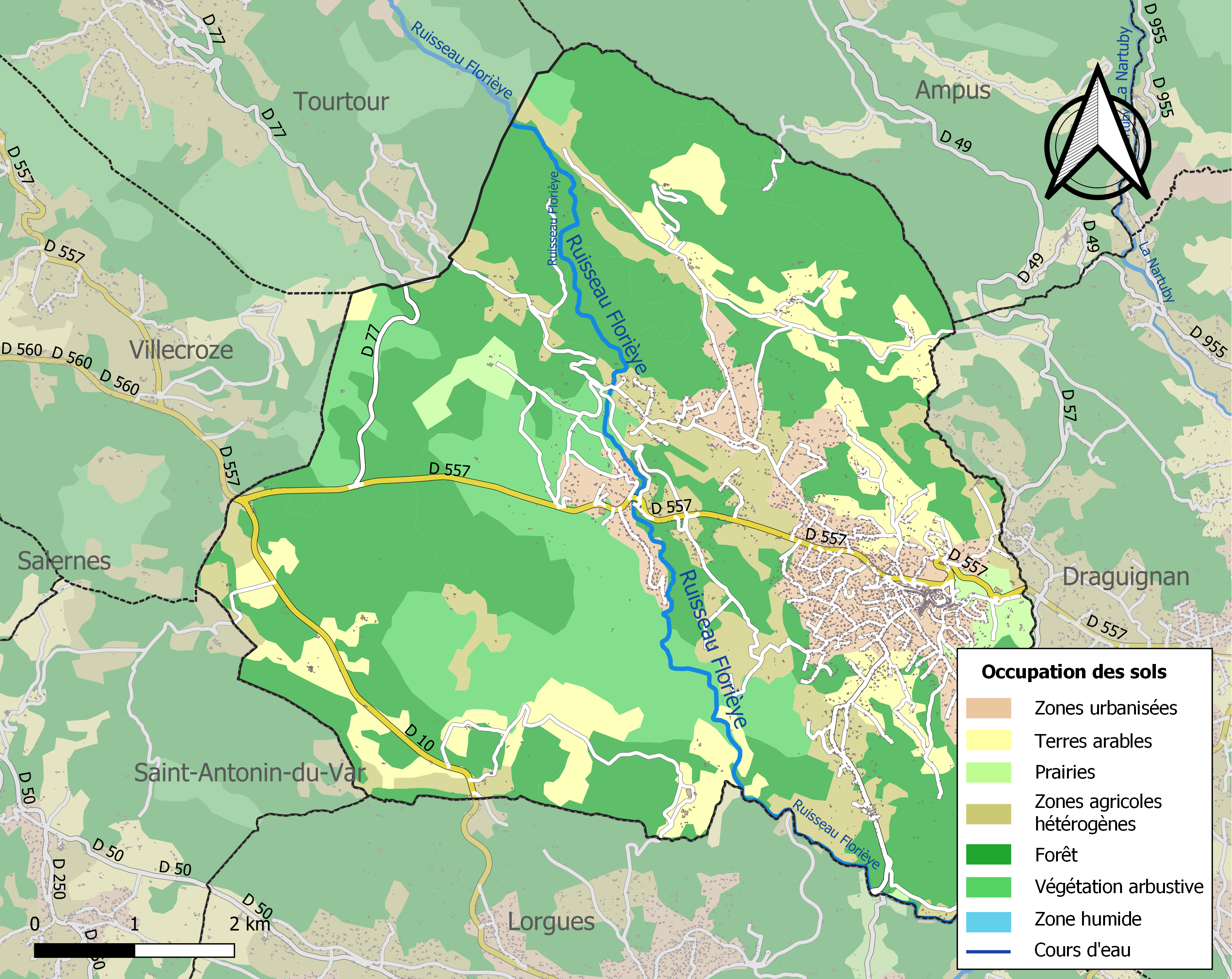
Carte des infrastructures et de l'occupation des sols de la commune en 2018 (CLC).

### Climat
Pour des articles plus généraux, voir Climat de Provence-Alpes-Côte d'Azur et Climat du Var.
En 2010, le climat de la commune est de type climat méditerranéen franc, selon une étude du Centre national de la recherche scientifique s'appuyant sur une série de données couvrant la période 1971-2000. En 2020, Météo-France publie une typologie des climats de la France métropolitaine dans laquelle la commune est exposée à un climat méditerranéen et est dans la région climatique Var, Alpes-Maritimes, caractérisée par une pluviométrie abondante en automne et en hiver (250 à 300 mm en automne), un très bon ensoleillement en été (fraction d’insolation> 75 %), un hiver doux (8 °C) et peu de brouillards.
Pour la période 1971-2000, la température annuelle moyenne est de 13,7 °C, avec une amplitude thermique annuelle de 16,1 °C. Le cumul annuel moyen de précipitations est de 898 mm, avec 6,4 jours de précipitations en janvier et 2,5 jours en juillet. Pour la période 1991-2020, la température moyenne annuelle observée sur la station météorologique de Météo-France la plus proche, « Draguignan_sapc », sur la commune de Draguignan à 6 km à vol d'oiseau, est de 15,4 °C et le cumul annuel moyen de précipitations est de 865,0 mm. 
La température maximale relevée sur cette station est de 40,8 °C, atteinte le 27 juin 2019 ; la température minimale est de −8,8 °C, atteinte le 30 décembre 2005,,.
Les paramètres climatiques de la commune ont été estimés pour le milieu du siècle (2041-2070) selon différents scénarios d'émission de gaz à effet de serre à partir des nouvelles projections climatiques de référence DRIAS-2020. Ils sont consultables sur un site dédié publié par Météo-France en novembre 2022.

### Sismicité
Il existe trois zones de sismicité dans le Var :
- Zone 0 : Risque négligeable. C'est le cas de bon nombre de communes du littoral varois, ainsi que d'une partie des communes du centre Var. Malgré tout, ces communes ne sont pas à l'abri d'un effet tsunami, lié à un séisme en mer ;
- Zone Ia : Risque très faible. Concerne essentiellement les communes comprises dans une bande allant de la Montagne Sainte-Victoire au Massif de l'Esterel ;
- Zone Ib : Risque faible. Ce risque, le plus élevé du département (qui n'est pas le plus haut de l'évaluation nationale), concerne 21 communes du nord du département.

La commune de Flayosc est en zone sismique de très faible risque « Ia ».

### Transports en commun
Les bus de la ligne 6 des Transports en Dracénie relient la commune à Draguignan.

## Toponymie
Attesté sous la forme Flaiosco  au XIe siècle dans le Cartulaire de l'Abbaye de Saint-Victor de Marseille : « Circa 1060. Notitia de mansis et braciariis, ab Atanulfo, Belletrude et Isnardo de Flaiosco concessis, 519 ».
D'après Albert Dauzat et Charles Rostaing, ce toponyme provient du nom d’homme latin Flaius, variante de Flavius, avec suffixe ligure -oscum.
Flayosc s'écrit Flaiosc en provençal de norme classique et Flaiò selon la norme mistralienne.

## Histoire

### Antiquité
Les Celto-Ligures établirent au sommet du promontoire rocheux un poste de vigie qui surveillait la route d'accès à l'oppidum de Saint-Lambert, situé à 5 km au nord-ouest. Après la destruction d'Antea par les Romains, de nombreuses familles s'établirent sur le territoire de Flayosc. À trois kilomètres du village, près de la chapelle Saint-Pierre de Lavarron, de nombreux vestiges gallo-romains ont été découverts (lampes, vases, monnaies, briques…) ainsi qu'une inscription funéraire de C. Julius (musée de Draguignan).
À Flayosc même, près de la porte dite de la « Reinesse », la chapelle du « Père Eternel » dont subsistent quelques vestiges dans une cave, fut construite sur l'emplacement d'un ancien temple christianisé avant le Ve siècle. D'après la légende le nom de « reinesse », viendrait de « rainette », petite grenouille qui était l'objet d'un culte païen.

### Moyen Âge
Les Sarrasins détruisirent le village qui, sous l'impulsion de ses seigneurs, les Villeneuve, se releva rapidement de ses ruines. Une puissante enceinte fortifiée entoura la nouvelle agglomération. Trois portes accédaient au village : la porte Dorée, la porte de Paris et la porte de la Reinesse.
Au XIVe siècle, la reine Jeanne accorda aux habitants de nombreuses franchises parmi lesquelles le droit de capter les eaux de la Flaielle pour l'alimentation du village.
Guillaume de Puget, viguier d'Avignon (1347-48), vice-sénéchal de Provence (1353), chevalier, fut coseigneur de Puget-Théniers, seigneur de Figanières, de Bargemon, Flayosc, etc. Il fut conseiller et chambellan de la reine Jeanne qu'il suivit de Provence à Naples. Il eut au moins deux fils, Guillaume et Honorat, coseigneurs de Figanières.

### Ancien Régime
En 1589, le marquis de Trans s'évada de prison et se réfugia à Flayosc. Informé de sa retraite, le duc de la Valette, gouverneur de Provence, envoya le soir de Noël quelques hommes, qui, par un soupirail, jetèrent dans la maison du marquis une « saucisse » de poudre. On retira seize corps des décombres et le marquis, blessé, retourna en prison.
La baronnie fut érigée par lettres patentes de janvier 1678 en marquisat, en faveur de François de Périer, Conseiller au Parlement de Provence en 1636.
Alexandre de Villeneuve, marquis de Flayosc, se réfugia à Aix pendant la Révolution française. Le 3 mai 1792, à dix heures du soir, sous la conduite du maire, Jean-François Bérard, des officiers municipaux et du juge de paix, Vincent Lombard (futur président du Tribunal révolutionnaire du Var), les habitants munis de pics et de pioches, se rendirent au château. Ils enfoncèrent les portes, arrachèrent les grilles, les fenêtres et détruisirent les meubles, les livres de la bibliothèque et les archives seigneuriales. En une seule nuit, ils démolirent l'ancienne demeure féodale des Villeneuve. Cet acte fut condamné par les autorités locales, mais l'Assemblée législative à Paris les en félicita.

### XIXesiècle
Au XIXe siècle, Flayosc devint le grand centre de la chaussure. Les nombreux cordonniers qui y travaillaient étaient surnommés « lei pegot » : ceux qui manipulent la poix. Une fabrique de faïence et des briqueteries s'installèrent également à Flayosc. Grâce à cette activité économique, le village connut jusqu'au début du XXe siècle une période prospère. Plus de 3 000 habitants y étaient recensés en 1914.
Le 8 décembre 1851, les résistants au coup d'État du 2 décembre 1851 sont arrêtés par le préfet Pastoureau et le 50e de ligne : il y a un blessé.

### XXesiècle
Le 16 août 1944, la commune est libérée par les troupes anglo-américaines.

### Depuis 2000
La commune, étant située sur un oppidum, est peu touchée par les inondations du 15 juin 2010.

## Politique et administration
La commune fait partie de l'aire urbaine de Draguignan.

### Liste des maires
| Période                                  | Période                      | Identité              | Étiquette       | Qualité |
| ---------------------------------------- | ---------------------------- | --------------------- | --------------- | --- |
| 1912                                     | 1919                         | Ernest Maunier        |                 | Enseignant répétiteur - L'école primaire de la ville porte actuellement son nom                                                 |
| 17 mai 1925                              | 1929                         | Aimé Pélassi          |                 | Fabricant de chaussures |
| 1935                                     | 26 janvier 1941 (démission)  | Charles Honorat       | SFIC            | Tenancier d'un salon de coiffure                                                                                                |
| 1941                                     | 5 mai 1942 (démission)       | Adolphe Beurnier      |                 | Nommé président de la délégation spéciale                                                                                       |
| 1942                                     | 30 novembre 1943 (démission) | Joseph Lambert        |                 | |
| 1944                                     | 1944                         | Honoré Truc           |                 | |
| 29 août 1944                             | 1966                         | Charles Honorat       | PCF             | |
| 1966                                     | juin 1995                    | Angelin German        | UDR puis DVD    | Médecin, ancien résistant, ancien député (1962)                                                                                 |
| juin 1995                                | mars 2014                    | Xavier Guerrini       | DVD-PRV         | Assureur retraité |
| mars 2014                                | 27 juin 2017 (démission)     | Fabien Matras         | SE-DVD puis EM! | Enseignant (droit public) Député de la 8e circonscription du Var (2017 → ) 13e vice-président de la CA dracénoise (2014 → 2017) |
| 12 juillet 2017                          | juin 2020                    | Christian Taillandier | SE-DVC          | Cadre 15e vice-président de la CA dracénoise (2017 → 2020)                                                                      |
| 3 juillet 2020                           | en cours                     | Karine Alsters        | DVD             | Chef d'entreprise de formations en sécurité du travail 14e vice-présidente de Dracénie Provence Verdon agglomération (2020 → )  |
| Les données manquantes sont à compléter. |                              |                       |                 | |

### Intercommunalité
Flayosc fait partie de la communauté de Dracénie Provence Verdon agglomération (ex-Communauté d'Agglomération Dracénoise) qui regroupe vingt-trois communes du département du Var, dont Draguignan de 110 014 habitants en 2017, créée le 31 octobre 2000. Les 23 communes composant la communauté d'agglomération en 2017 sont (par ordre alphabétique) :
- Communes fondatrices
  - Draguignan ; Châteaudouble ; Figanières ; La Motte ; Les Arcs ; Lorgues ; Taradeau ; Trans-en-Provence
- Communes ayant adhéré ultérieurement
  - Ampus ; Bargemon ; Bargème ; Callas ; Claviers ; Comps-sur-Artuby ; Flayosc ; La Bastide ; La Roque-Esclapon ; Le Muy ; Montferrat ; Saint-Antonin-du-Var ; Salernes ; Sillans-la-Cascade ; Vidauban

### Budget et fiscalité 2019
En 2019, les finances communales était constituées ainsi :
- total des produits de fonctionnement : 4 710 000 €, soit 1 065 € par habitant ;
- total des charges de fonctionnement : 4 070 000 €, soit 921 € par habitant ;
- total des ressources d’investissement : 1 105 000 €, soit 250 € par habitant ;
- total des emplois d’investissement : 1 080 000 €, soit 244 € par habitant ;
- endettement : 2 888 000 €, soit 653 € par habitant.

Avec les taux de fiscalité suivants :
- taxe d'habitation : 11,87 % ;
- taxe foncière sur le bâti : 20,57 % ;
- taxe foncière sur les propriétés non bâties : 127,29 % ;
- taxe additionnelle à la taxe foncière sur les propriétés non bâties : 0,00 % ;
- cotisation foncière des entreprises : 0,00 %.

Chiffres clés Revenus et pauvreté des ménages en 2018 : Médiane en 2018 du revenu disponible, par unité de consommation : 22 710 €.

## Population et société

### Démographie

#### Évolution démographique
L'évolution du nombre d'habitants est connue à travers les recensements de la population effectués dans la commune depuis 1793. Pour les communes de moins de 10 000 habitants, une enquête de recensement portant sur toute la population est réalisée tous les cinq ans, les populations de référence des années intermédiaires étant quant à elles estimées par interpolation ou extrapolation. Pour la commune, le premier recensement exhaustif entrant dans le cadre du nouveau dispositif a été réalisé en 2007.

En 2022, la commune comptait 4 514 habitants, en évolution de +4,54 % par rapport à 2016 (Var : +4,98 %, France hors Mayotte : +2,11 %).
| 1793  | 1800  | 1806  | 1821  | 1831  | 1836  | 1841  | 1846  | 1851  |
| ----- | ----- | ----- | ----- | ----- | ----- | ----- | ----- | ----- |
| 2 950 | 2 804 | 2 780 | 2 542 | 2 606 | 2 640 | 2 626 | 2 731 | 2 970 |

| 1856  | 1861  | 1866  | 1872  | 1876  | 1881  | 1886  | 1891  | 1896  |
| ----- | ----- | ----- | ----- | ----- | ----- | ----- | ----- | ----- |
| 2 726 | 2 786 | 2 904 | 2 805 | 2 781 | 2 800 | 2 624 | 2 514 | 2 411 |

| 1901  | 1906  | 1911  | 1921  | 1926  | 1931  | 1936  | 1946  | 1954  |
| ----- | ----- | ----- | ----- | ----- | ----- | ----- | ----- | ----- |
| 2 103 | 1 968 | 1 755 | 1 413 | 1 445 | 1 239 | 1 178 | 1 147 | 1 040 |

| 1962  | 1968  | 1975  | 1982  | 1990  | 1999  | 2006  | 2007  | 2012  |
| ----- | ----- | ----- | ----- | ----- | ----- | ----- | ----- | ----- |
| 1 312 | 1 454 | 1 867 | 2 384 | 3 233 | 3 924 | 4 289 | 4 341 | 4 366 |

| 2017  | 2022  | - | - | - | - | - | - | - |
| ----- | ----- | - | - | - | - | - | - | - |
| 4 294 | 4 514 | - | - | - | - | - | - | - |

### Enseignement
Les établissements d'enseignement relèvent de l'académie de Nice.
- École maternelle et primaire publique[44].
- Établissements d'enseignement proches[45] :
  - Collèges à Draguignan, Lorgues,
  - Lycées à Draguignan, Lorgues.

### Santé
- Professionnels de santé : médecins, dentistes, kinésitherapeute, ophtalmologiste, infirmières,
- L'hôpital le plus proche est le Centre hospitalier de la Dracénie et se trouve à Draguignan, à 8 km[46],[47]. Il dispose d'équipes médicales dans la plupart des disciplines[48] : pôles médico-technique ; santé mentale ; cancérologie ; gériatrie ; femme-mère-enfant ; médecine-urgences ; interventionnel,
- Radiologie à Draguignan.

### Cultes
- Culte catholique, paroisse Saint-Laurent de Flayosc (avec Saint-Michel d'Ampus), diocèse de Fréjus-Toulon[49].
- Monastère Saint-Michel du Var de l'Église Orthodoxe Française, fondé en 1981[50],[51],[52].

## Économie

### Entreprises et commerces

#### Agriculture
- Vignobles :
  - Coopérative vinicole La Flayoscaise[53].
  - Le Cellier des 3 Collines, issu de la fusion des caves coopératives de Draguignan et Flayosc ; il a été inauguré en 2012[54].
  - Château de Berne[55].
- Moulins à huile :
  - Moulin à huile Le Safranier
  - Coopérative oléicole L'Huile vierge[56], moulin à huile de La Combette[57],[58].
  - Moulin du Flayosquet[59].
  - Moulin de Foncabrette[60].
- Produits de la ruche :
  - La miellerie des Clos[61].

#### Tourisme
- Accueil touristique : hôtels, meublés touristiques[62], etc.

#### Commerces et services
- Commerces de proximité, garage et station service, boulangeries pâtisserie, libres-services et épiceries, boucheries, traiteurs, maison de la presse, librairie, fleuristes et pépinières paysagistes, antiquaires, salons de coiffure...
- Artisanat d'art[63].

## Blasonnement
|  | Les armoiries de Flayosc se blasonnent ainsi : De gueules à la lettre F capitale d'argent. |

## Personnalités liées à la commune
- Joseph Collomp (1865-1946), homme politique, est né à Flayosc.
- Gonzague Truc (1877-1972), critique littéraire, essayiste et biographe, prix d’Académie en 1943 et le prix Louis Barthou en 1969.
- Angelin German (1915-2015), médecin, résistant et homme politique, en fut maire pendant 25 ans.
- Olivier Pettit (1918-1979), sculpteur, y vécut de 1968 à 1974.
- Robert Filliou (1926-1987), artiste majeur de l'art avant-gardiste des années 60 et 70, y vécut de 1975 à 1980 et a rebaptisé sa maison, un moulin, Territoire de la République Géniale
- Ariel Besse (1965-2022), actrice, a vécu et est décédée à Flayosc.

## Culture locale et patrimoine

### Lieux et monuments

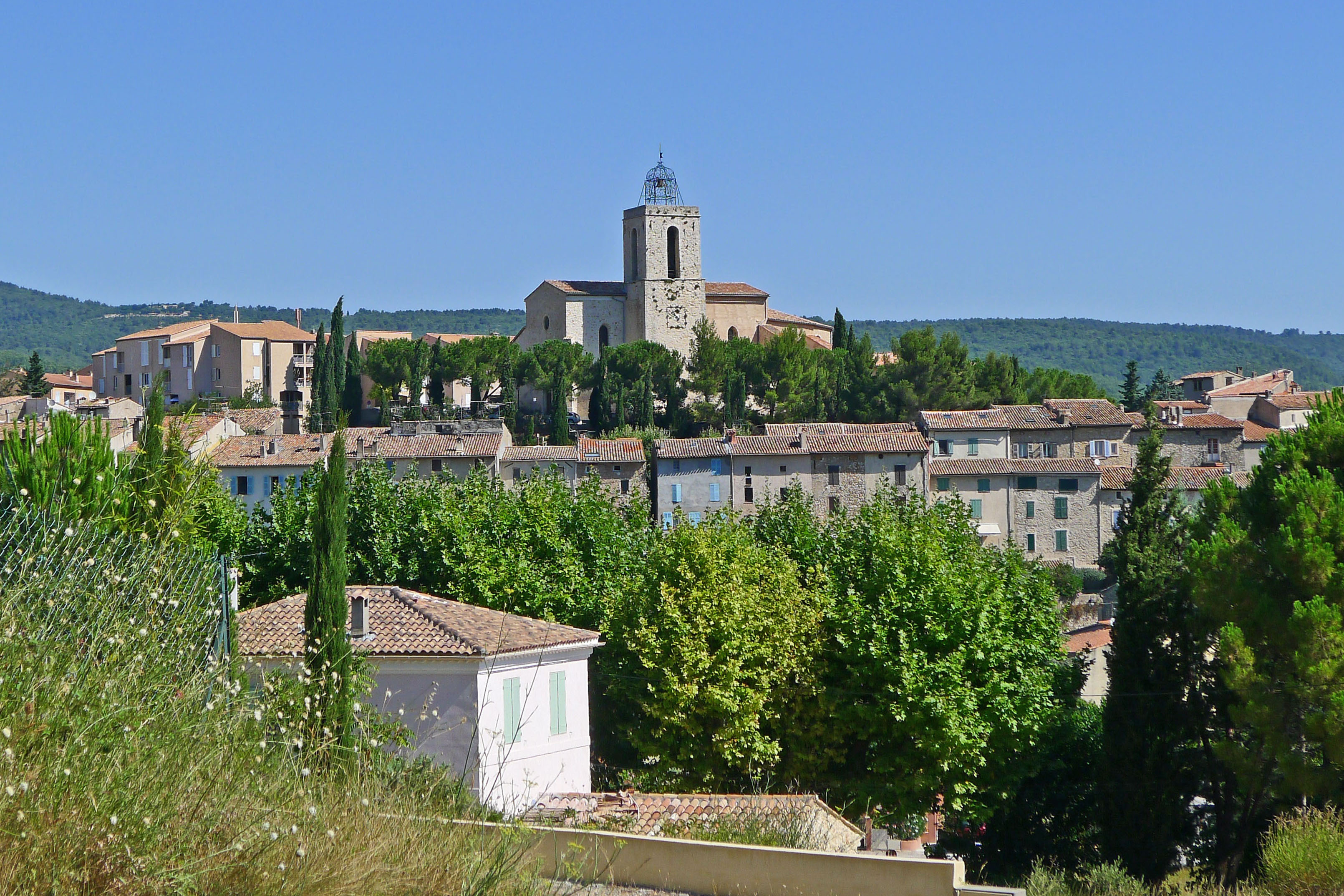
Vue du village depuis la montée de la Grande Vigne.
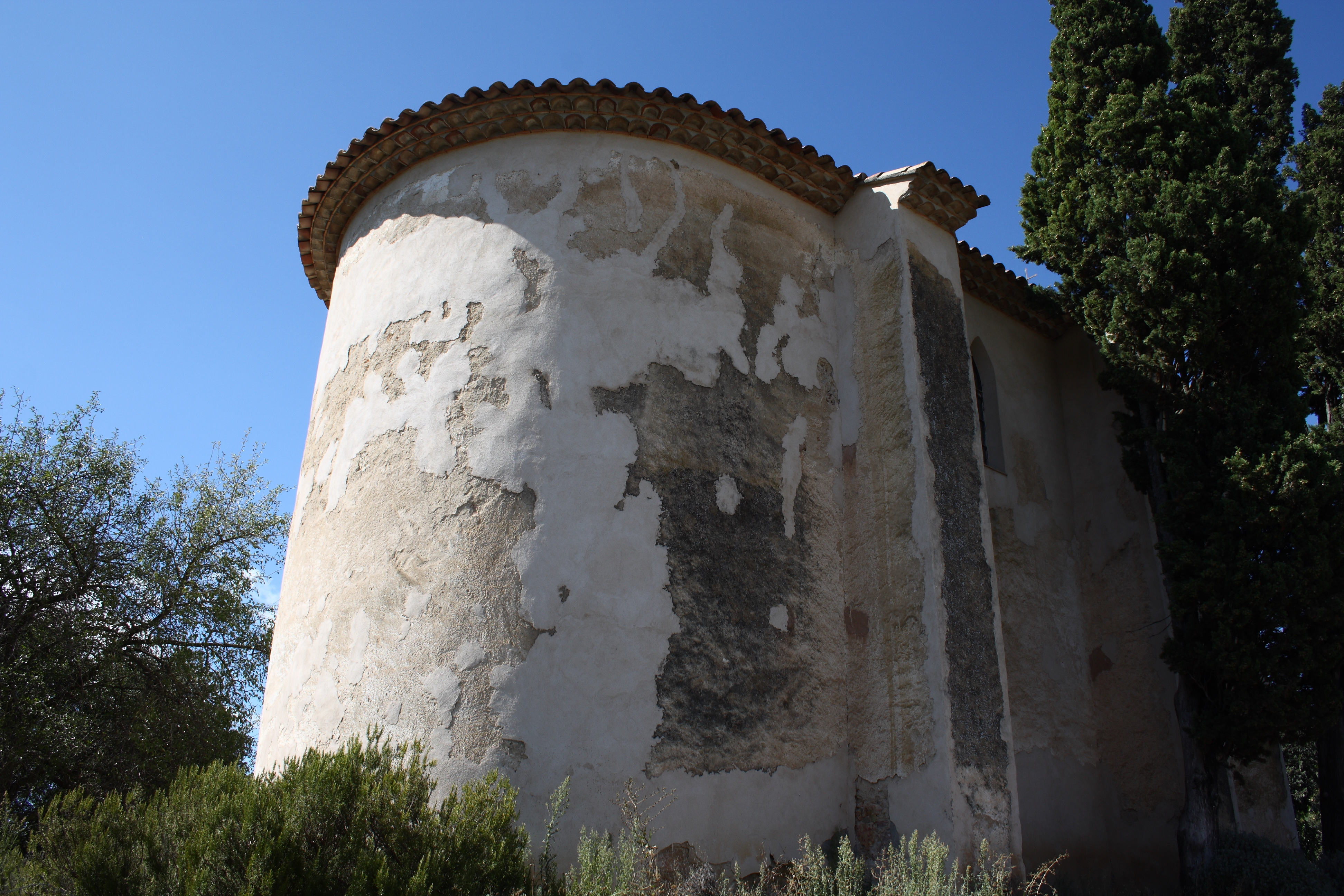
Chapelle Saint-Augustin.
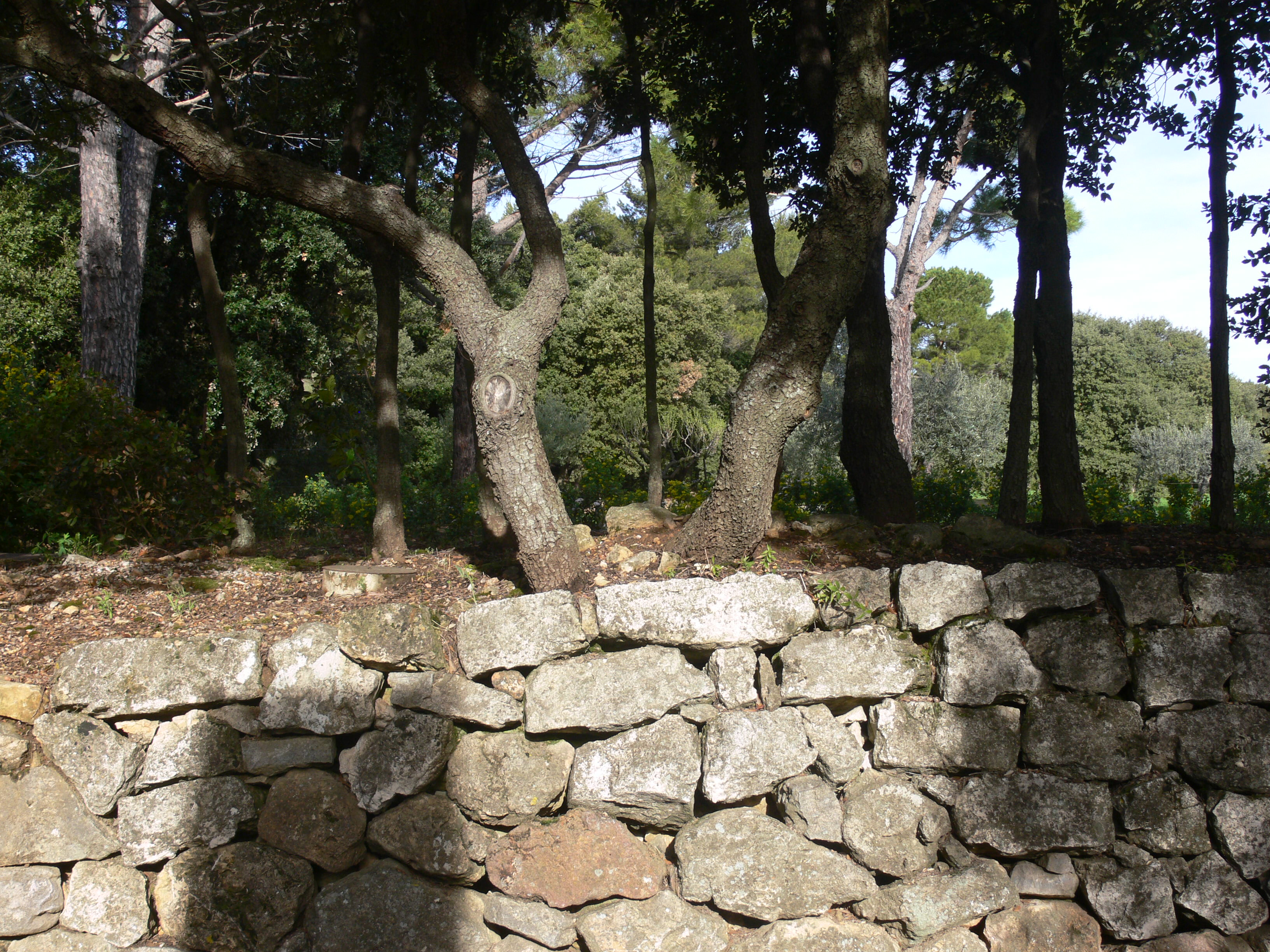
Domaine des Treilles.
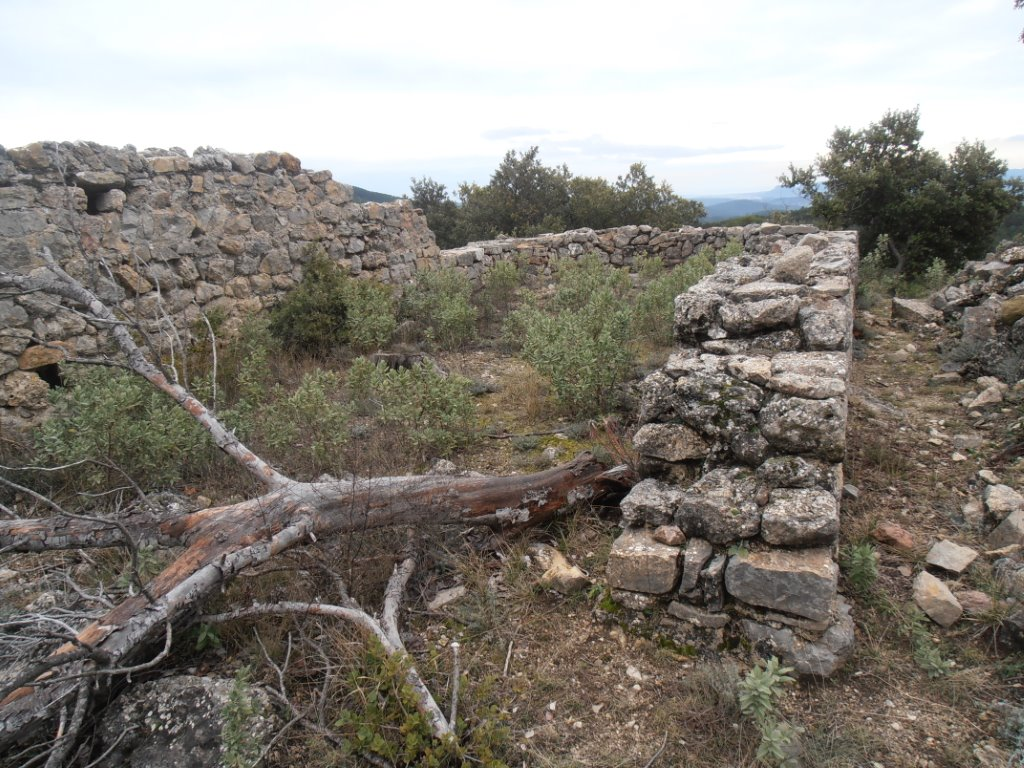
Site Arquinaut, restes de constructions médiévales.

Patrimoine religieux :
- Église Saint-Laurent[65],[66], son orgue de Füglister[67],[68] et ses cloches de 1769[69]  et 1770[70] classées au titre des objets mobiliers le 07 octobre 1981.
  - La partie supérieure du clocher fut presque entièrement démontée en 1769 en raison de son mauvais état, puis restaurée pour y installer une horloge dans un campanile réalisé par Jean Olivier serrurier à Lorgues. La tour porte une cinquième cloche, installée en 1769, et classée monuments historiques[71] le 07 octobre 1981 au titre des objets mobiliers.
- Chapelle Saint-Pierre-de-Lavenon[72].
- Chapelle Saint-Augustin de Sauveclare[73].
- Chapelle Saint-Jean[74].
- Monastère orthodoxe Saint-Michel-du-Var[75].
- Monuments commémoratifs[76],[77].

Autres patrimoines :
- Fontaine place de la République[78].
- Fontaine de la Bourgade.
- Château du Deffends[79] et son parc[80].
- Pont Saint-Jean[81].
- L'oppidum Le Castellard-Saint-Lambert[82],[83].

Les 3 sentiers du patrimoine :
- Découverte au fil de l'eau,
- Découverte des monuments historiques,
- Le patrimoine naturel et agricole.

Les 5 sentiers de randonnées :
- L'ensoleillade, le train des pignes, les escruvelettes[86],
- Matourne, la voie romaine, le prieuré de Florieye[87],
- Les Peylons, le Figueiret, Peire Aiguille[88],
- Pont du Roux, la Rimalté, la Croix d'espuis[89],
- Le Paroir, Train des pignes, chapelle Saint-Jean, Safranier[90].

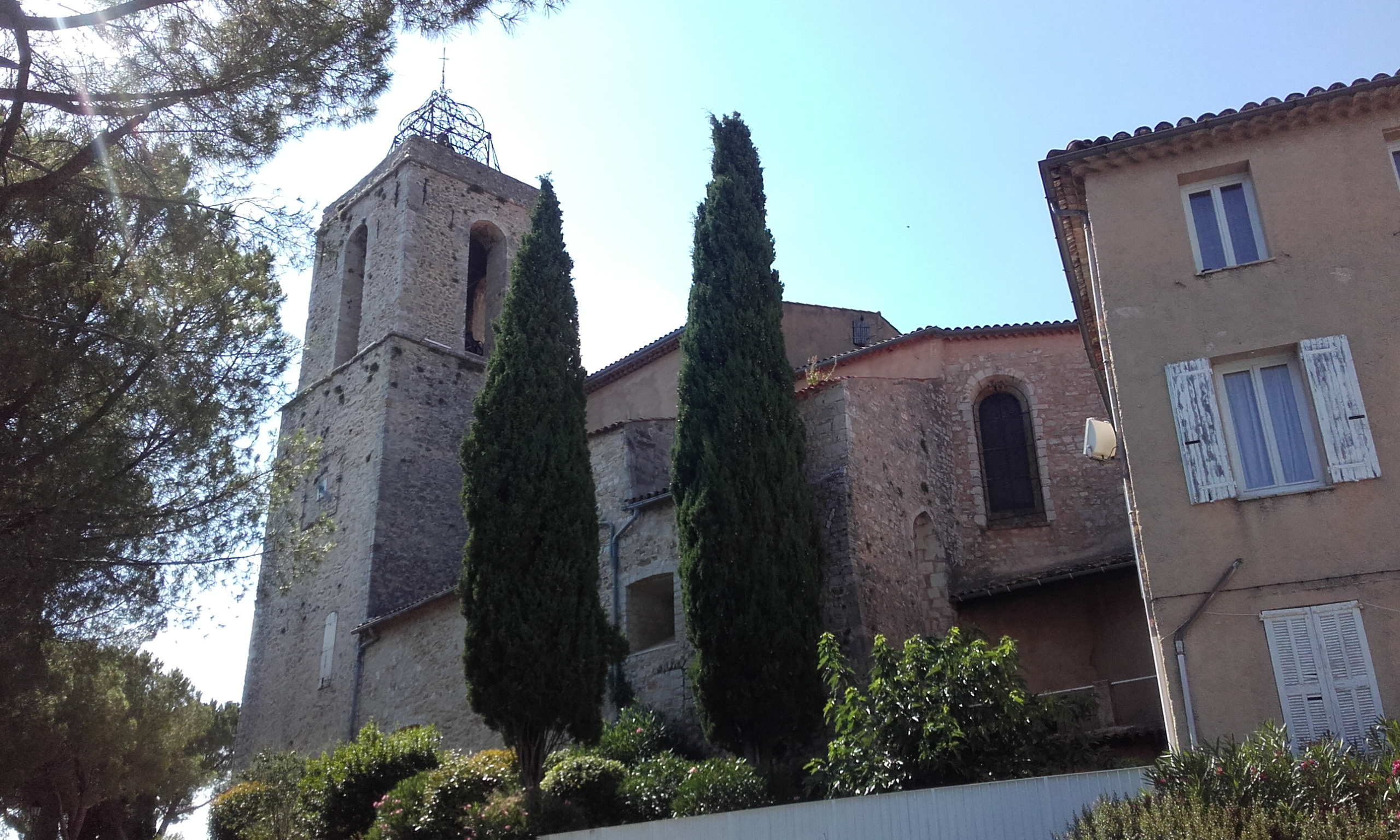
Église Saint-Laurent, son clocher/tour de l'horloge.
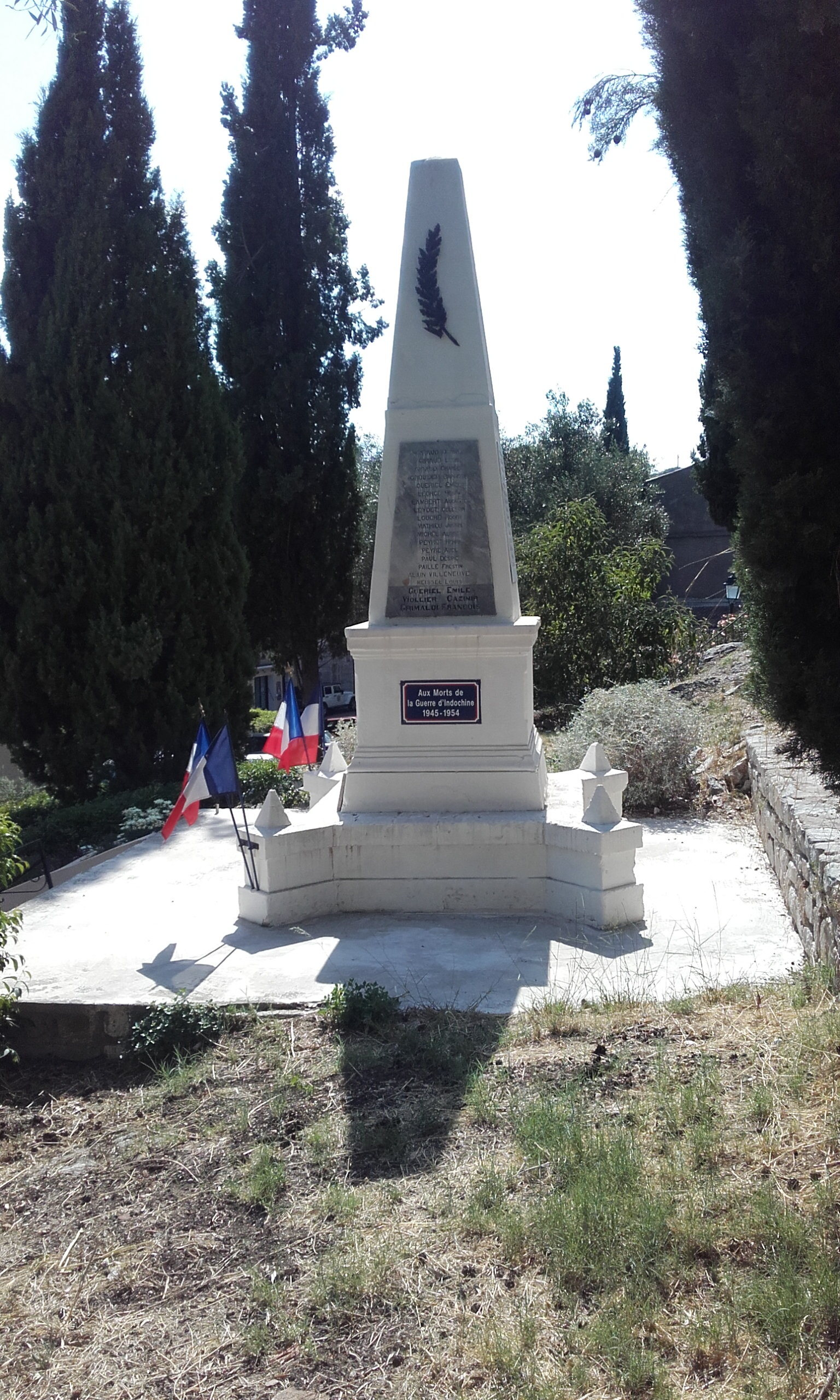
Monument aux morts.
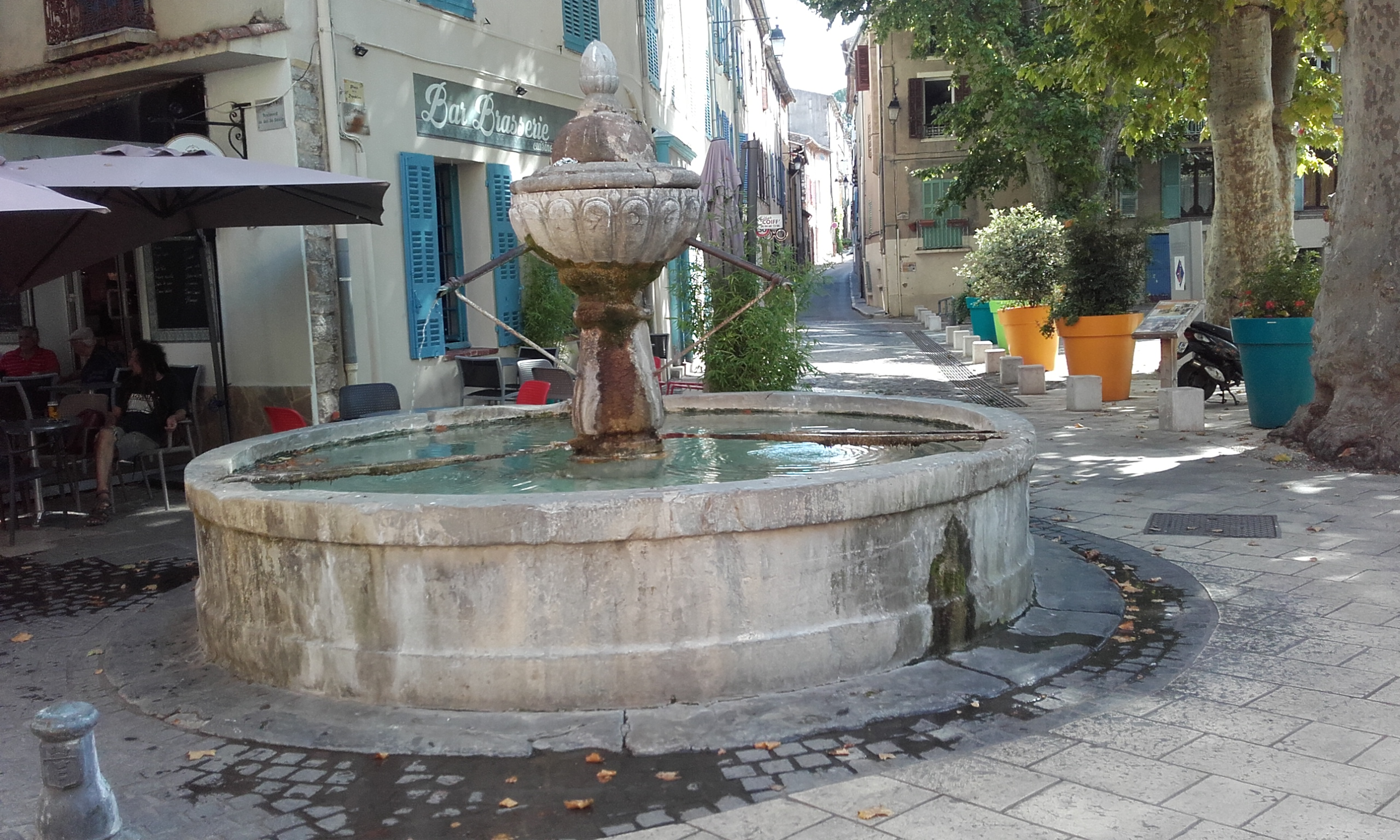
Fontaine place de la République.
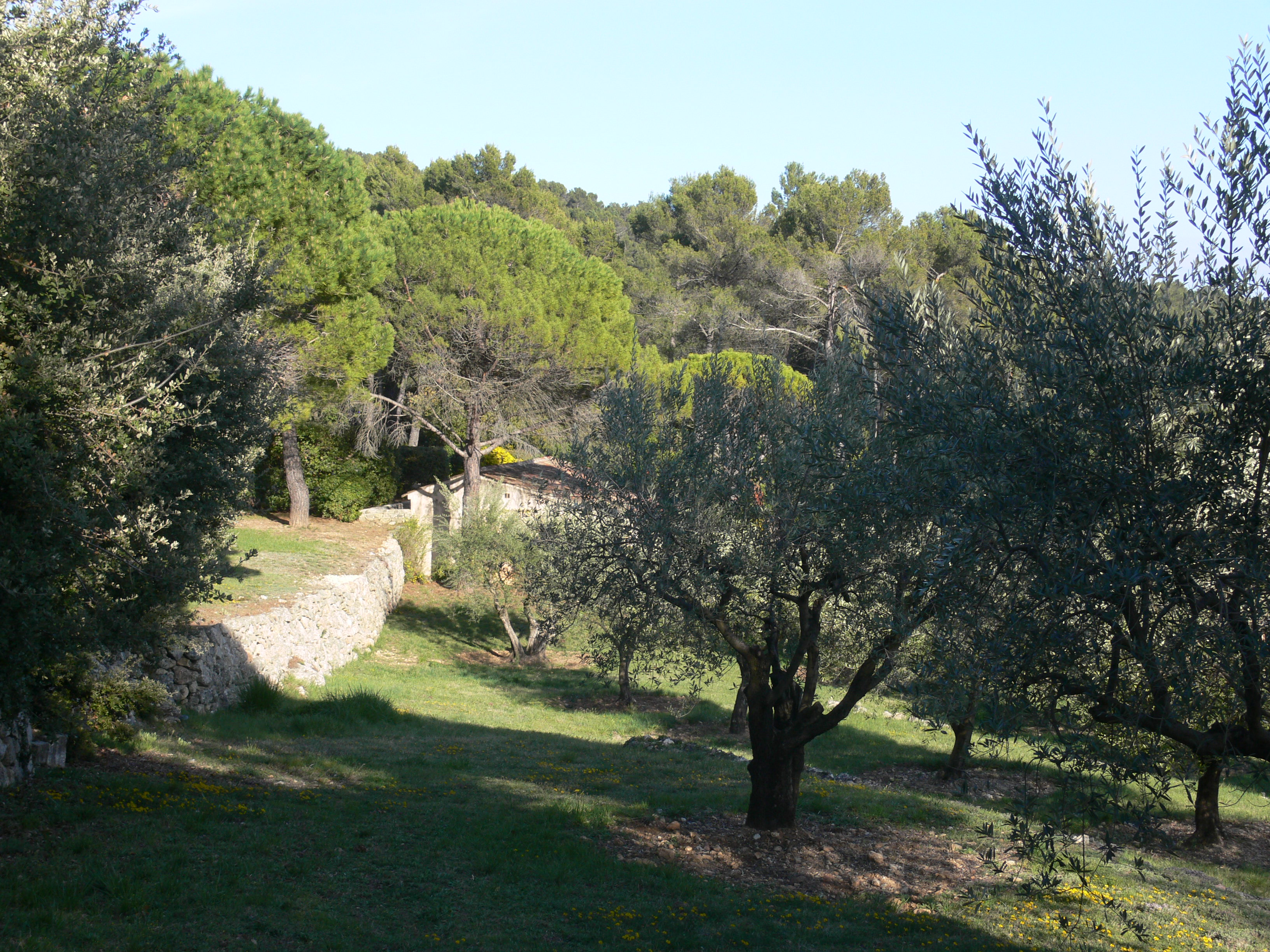
Domaine des Treilles.

### Le patrimoine naturel, la faune et la flore
- La commune de Flayosc bénéficie d’un site d’importance communautaire, avec la zone natura 2000 et d'une ZNIEFF (zone naturelle d'intérêt écologique, faunistique et floristique)[91].
- Le Domaine des Treilles[92] (chemin des Treilles), créé par Anne Gruner Schlumberger[93] a bénéficié d'une protection au titre des monuments historiques par arrêté du 17 juillet 2009. Ont été inscrits sur l'inventaire supplémentaire : la totalité de l'ensemble bâti et paysager correspondant à la zone agricole (1 NC) du plan d'occupation des sols des communes de Tourtour et Flayosc, y compris trois œuvres de Yassilakis Takis[94] intitulées Onze symboles agricoles, ensemble de quatorze sphères et le Jardin des Sondes[95].

## Jumelages
- Vezza d'Oglio depuis 2002.